# ICON (John-Lennon-Album)
ICON ist das sechste „Best-of“-Kompilationsalbums von John Lennon. Es ist das 21. postum erschienene Album nach Lennons Tod im Jahr 1980. Gleichzeitig ist es einschließlich der acht Solo-Studioalben, der drei Avantgarde-Alben mit seiner Frau Yoko Ono, der beiden Livealben, der beiden Interviewalben und der Kompilationsalben das insgesamt 33. Album John Lennons. Es wurde am 9. September 2014 in den USA veröffentlicht.

## Entstehungsgeschichte
Im September 2014 veröffentlichte Capitol Records/Universal Records ein weiteres Kompilationsalbum von John Lennon, es war nach Shaved Fish, The John Lennon Collection, Lennon Legend: The Very Best of John Lennon, Working Class Hero: The Definitive Lennon und Power to the People: The Hits das sechste Best-of-Kompilationsalbum von John Lennon.
Die CD enthält zehn Single-A-Seiten, die zwischen den Jahren 1969 bis 1982 erschienen sind, sowie den Albumtitel Beautiful Boy (Darling Boy) vom Album Double Fantasy. Die CD enthält nicht folgende Top-20-Hits aus den Charts von Großbritannien und den USA: Power to the People, Whatever Gets You thru the Night, #9 Dream, Woman und Nobody Told Me.
Sämtliche Titel stammen von den erneut remasterten Wiederveröffentlichungen, die im Oktober 2010 erschienen sind. Der CD liegt ein Faltblatt bei.

## Covergestaltung
Der Gestalter des Covers waren Susan Lavoie und Mike Diehl.

## Veröffentlichung
Eine Veröffentlichung im LP-Format erfolgte nicht. Universal Records veröffentlichte unter dem Titel ICON von mehreren Künstlern Kompilationsalben.

## Titelliste
1. Imagine – 3:02
2. (Just Like) Starting Over – 3:55
3. Instant Karma! (We All Shine On) – 3:20
4. Stand By Me (Jerry Leiber, Mike Stoller & Ben E. King) – 3:26
5. Watching the Wheels – 3:31
6. Mind Games – 4:11
7. Jealous Guy – 4:14
8. Beautiful Boy (Darling Boy) – 4:05
9. Love – 3:23
10. Happy Xmas (War Is Over) (John Lennon/Yoko Ono) – 3:33
11. Give Peace a Chance – 4:52

## Chartplatzierungen
Das Album erreichte Platz 16 der kanadischen Album-Charts.

## Verkaufszahlen und Auszeichnungen
| Land/Region | Auszeichnungen für Musikverkäufe (Land/Region, Auszeichnung, Verkäufe) | Verkäufe |
| ----------- | ---------------------------------------------------------------------- | -------- |
| Kanada (MC) | Gold                                                                   | 40.000   |
| Insgesamt   | 1× Gold ·                                                              | 40.000   |